# Terreur 404
Terreur 404 est une série télévisée d'anthologie d'horreur québécoise écrite par Samuel Archibald et William S. Messier, réalisée par Sébastien Diaz. Elle est diffusée à partir du  sur la plateforme ICI TOU.TV.
Hors du Canada, la série est disponible sur la plateforme TV5Monde Plus.

## Fiche technique
Sauf indication contraire, les informations mentionnées dans cette section peuvent être confirmées par la base de données cinématographiques IMDb,  présente dans la section « Liens externes ».
- Titre original : Terreur 404
- Réalisation : Sébastien Diaz
- Scénario : Samuel Archibald et William S. Messier
- Direction artistique :
- Costumes :
- Photographie :
- Son :
- Montage :
- Musique :
- Production :
- Sociétés de production : Productions Casablanca
- Société de distribution : Société Radio-Canada
- Pays d’origine :  Canada
- Langue originale : français
- Format : couleur
- Genre : horreur, science-fiction
- Durée : 15 minutes
- Budget :
- Diffusion originale : 30 mars 2017

## Accueil

### Accueil critique
La série reçoit un accueil critique favorable.

### Récompenses
En 2018, la série gagne le prix Gémeaux de la Meilleure émission ou série originale produite pour les médias numériques : fiction et du meilleur scénario pour une série originale pour un média numérique.